# Уорв, Джон
Джон Уорв (англ. John Wrawe; умер 6 мая 1382, Лондон, Королевство Англия) — участник крестьянского восстания Уота Тайлера. Руководил повстанцами в Саффолке, после поражения был казнён.

## Биография
Джон Уорв впервые появляется в источниках в связи с событиями 1381 года. На тот момент он был бывшим капелланом и жил в Эссексе. Когда это графство оказалось охвачено крестьянским восстанием, Уорв отправился в соседний регион, Саффолк, чтобы и его жителей поднять на борьбу. Он добился больших успехов, так как местные феодалы не смогли организовать оборону и собрать ополчение. Уорв взял штурмом аббатство Бери-Сент-Эдмундс (настоятель через два дня был схвачен и казнен), его люди выследили и убили сэра Джона Кавендиша, главного судью королевской скамьи и канцлера Кембриджского университета. Вскоре восстание распространилось и на Кембриджшир.
Когда основные силы повстанцев были разгромлены, Джона Уорва схватили и предали суду в Лондоне. Предположительно он дал показания против 24 своих соратников в надежде на помилование, но всё же был приговорен к казни через повешение, потрошение и четвертование. Этот приговор был приведён в исполнение 6 мая 1382 года.